# Pandemie covidu-19 v Japonsku
Pandemie covidu-19 v Japonsku byla epidemie virového onemocnění covid-19, které způsobuje koronavirus SARS-CoV-2, součást celosvětové pandemie covidu-19, která vypukla v roce 2019 v čínském městě Wu-chan, odkud se následně začala šířit do celého světa. Do Japonska se pandemie rozšířila dne 16. ledna 2020, kdy tamější vláda potvrdila první případ nakaženého covidem-19 v zemi, konkrétně v prefektuře Kanagawa. Osoba se vrátila z čínského města Wu-chan. Později v zemi vzniklo druhé ohnisko nákazy, které vytvořili lidé, vracející se z Evropy a Spojených států amerických mezi 11. a 23. březnem 2020. Podle Japonského národního institutu infekčních nemocí pochází většina virů šířících se v Japonsku z Evropy, zatímco viry zavlečené z Wu-chanu od března postupně mizí. Dne 5. října 2020 počet potvrzených případů nákazy covidem-19 v Japonsku přesáhl počet potvrzených případů nákazy v Číně.
Japonská vláda přijala různá opatření k omezení a prevenci šíření nákazy. Dne 30. ledna 2020 založil předseda vlády Šinzó Abe Japonskou národní protikoronavirovou pracovní skupinu, která má dohlížet na vládní reakce na pandemii. Dne 27. února 2020 požádal o dočasné uzavření všech japonských základních, středních a vysokých škol do začátku dubna. Jelikož se pandemie covidu-19 stala hrozbou pro konání Letních olympijských her 2020 v Tokiu, japonská vláda a Mezinárodní olympijský výbor vyjednali jejich odložení na rok 2021. Dne 7. dubna 2020 vyhlásil Abe jednoměsíční nouzový stav pro Tokio a prefektury Kanagawa, Saitama, Čiba, Ósaka, Hjógo a Fukuoka. Dne 16. dubna 2020 byla platnost nouzového stavu rozšířena na celé území Japonska a prodloužena na dobu neurčitou. Nouzový stav byl pak v květnu v několika prefekturách zrušen a dne 25. května 2020 byl odvolán pro celé území Japonska.
Smrtnost covidu-19 v Japonsku je jednou z nejnižších z vyspělých zemí, navzdory poměrně vysokému věkovému průměru populace. Mezi faktory, které smrtnost nemoci v Japonsku mohly pozitivně ovlivnit, patří například rychlé vládní reakce, mírnější kmen viru, kulturní zvyky jako klanění se (namísto podávání ruky), zvyklost nošení roušek, mytí rukou, používání dezinfekce a relativní imunita vyplývající z povinného očkování proti tuberkolóze.

## Průběh
Epidemii covidu-19 v Japonsku lze na základě míry šíření viru rozdělit do dvou vln. Národní institut infekčních nemocí v Japonsku ze svého genetického výzkumu určil, že první vlna epidemie byla způsobena kmenem viru z Wu-chanu. Během první vlny nemoc převládala především u pacientů z Číny a východní Asie. První případ nákazy koronavirem SARS-CoV-2 byl v Japonsku zaznamenán dne 16. ledna 2020 u osoby, jež se vrátila z čínského Wu-chanu. Do Japonska se virus dostal primárně kvůli návratu obyvatel z Číny a východní Asie. První vlna, a s ní i wuchanský kmen viru, začala postupně ustupovat v březnu 2020.
Po první vlně následovala vlna druhá, kterou způsobil převážně evropský kmen viru, který vznikal s přibýváním prvních pacientů ve Francii, Itálii, Švédsku a Spojeném království. Japonský lékařský dohled odhalil druhou vlnu 26. března 2020, kdy několik vládních odborníků dospělo k závěru, že pravděpodobně vznikají nová ohniska nákazy kvůli lidem, kteří se vrátili z Evropy a Spojených států amerických mezi 11. a 23. březnem 2020. Národní institut infekčních nemocí v Japonsku zjistil, že většina virů šířících se v Japonsku od března je evropského typu. To je vedlo k závěru, že údaje „silně naznačují“, že se japonské vládě podařilo zabránit šíření wuchanského kmene a že se teď po celém světě šíří evropský kmen viru SARS-CoV-2.

## Lékařské reakce
Lékařská pracovní skupina poskytující poradenství vládě, známá jako Novel Coronavirus Expert Meeting (česky doslovně Setkání odborníků na nový koronavirus), přijala třístupňovou strategii, která reguluje reakce na šíření epidemie. Tato strategie zahrnuje: (1) včasné odhalení případů a včasnou reakci, pomocí trasování kontaktů; (2) včasná diagnostika pacientů a zlepšení intenzivní péče a zabezpečení systému lékařské péče pro těžce nemocné; a (3) úprava chování občanů. Lékařští odborníci upřednostnili testování na covid-19 pro první dva účely, přičemž se spoléhají na změnu chování občanů namísto hromadného testování, aby se zabránilo příliš rychlému šíření viru.

### Trasování kontaktů
Dne 25. února 2020 japonské Ministerstvo zdravotnictví, práce a sociálních věcí zřídilo Cluster Response Team pro kontrolu ohnisek a šíření epidemie. Účelem je identifikovat všechna malá ohniska infekce covid-19, než se z nich stanou velká ohniska. Vedou ji univerzitní profesoři Oshitani Hitoshi a Nishiura Hiroshi a skládá se z týmu pro sledování kontaktů a týmu dohledu z Národního institutu infekčních nemocí, týmu pro analýzu dat z univerzity Hokkaidó, týmu pro řízení rizik z univerzity Tohoku a administrativního týmu. Kdykoli místní vláda určí existenci klastru na základě zpráv z nemocnic, ministerstvo zdravotnictví odešle tým do oblasti, aby provedl epidemiologický průzkum a trasování kontaktů ve spolupráci s členy místního zdravotnického týmu. Poté, co týmy určí zdroj infekce, ministerstvo a místní vládní úředníci přijmou opatření a pro kontaktům nakažených nařídí testování a umístění do karantény pod lékařský dohled.
Na základě aktivity týmu, Ministerstvo zdravotnictví zjistilo, že 80 % všech infikovaných lidí nenakazilo jinou osobu. Ministerstvo také určilo, že pacienti, kteří infikovali jinou osobu, měli tendenci ji šířit na více lidí a vytvářet ohniska infekce. Podle jednoho z odborníků, Kawaoka Yoshihiro to znamená, že „není možné sledovat každou osobu, která byla nakažena, pokud dokážete vystopovat ohnisko. Pokud neuděláte nic, epidemie se vymkne kontrole. Ale pokud identifikujete shluk pacientů ještě dostatečně malý, pak virus vymře“.
Dne 9. března 2020 lékaři přezkoumali údaje z práce Cluster Response Team a dále upřesnili jeho definici vysoce rizikového prostředí jako místa s překrývajícími se „třemi C“ (z angličtiny): (1) uzavřené prostory se špatným větráním; (2) přeplněná místa s mnoha lidmi; a (3) blízké kontakty. Jako příklady takových míst označili tělocvičny, kluby s živou hudbou, výstavy, společenská setkání a yakatabune. Odborníci také předpokládali, že přeplněné vlaky nepředstavují významné riziko, protože lidé, kteří jezdí veřejnou dopravou v Japonsku, obvykle mezi sebou nekomunikují a nedochází tak k šíření kapének.
V době, kdy počet infikovaných pacientů stoupal do takové míry, že ze samotného sledování jednotlivých kontaktů nevycházel najevo jeden shluk pacientů, vláda zaváděla přísnější a plošnější opatření.

### Změna chování občanů

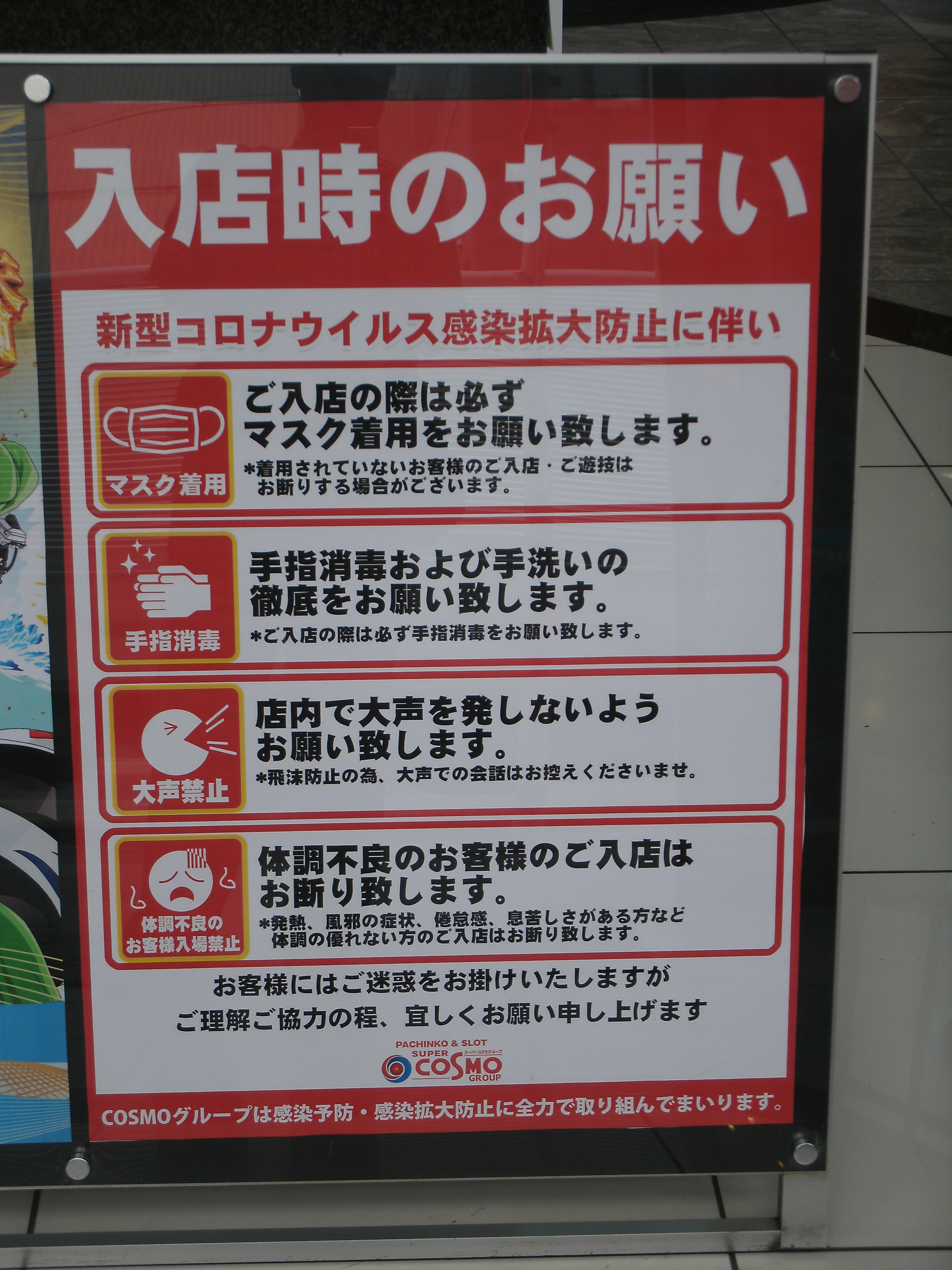
Informační cedule o prevenci před nákazou koronavirem

Lékařská pracovní skupina japonské vlády předpokládá, že do země dorazí několik vln epidemie po dobu nejméně příštích tří let, přičemž každá z nich vyzve veřejnost, aby se tomu přizpůsobila chování. Podle současného zákona může předseda vlády omezit pohyb vyhlášením „nouzového stavu“ v konkrétních oblastech, kde je epidemiologická situace nepříznivá. Během těchto období mohou guvernéři postižených oblastí požádat občany, aby se vyhnuli zbytečným výletům a dočasně zavřeli určité podniky a zařízení. Vzhledem k tomu, že vláda nemůže přijmout povinná opatření k prosazení těchto požadavků, místo toho zahájila program sociálního inženýrství, jehož cílem je vyškolit občany, aby jim při současném i budoucím stavu mimořádných událostí dobrovolně vyhověli.
Aby se snížil počet kontaktů mezi lidmi, vláda nařídila veřejnosti, aby se vyhýbala rizikovým prostředí (tj. to prostředí, které splňuj podmínky „tří C“) a cestování mezi jednotlivými regiony Japonska. Zdůrazňoval, aby byli lidé maximálně opatrní při kontaktu se staršími lidmi. Vláda rovněž prosazovala reformy pracovního stylu, jako je práce na dálku (home office) a zároveň zlepšila infrastrukturu distančního vzdělávání pro děti.
Dne 4. května 2020 představilo Ministerstvo zdravotnictví, práce a sociálních věcí svůj program na vytvoření „nového životního stylu“ pro občany země, který se má dlouhodobě praktikovat každý den. Některé prvky životního stylu zahrnují změny chování požadované v případě stavu nouze, jako je vyhýbání se vysoce rizikovým prostředím a cestování na dlouhé vzdálenosti. Program také zahrnuje preventivní opatření, jako je nošení roušek, omezení rozhovorů při cestování veřejnou hromadnou dopravou a aby lidé při jídle seděli vedle sebe, namísto toho, aby seděli naproti sobě.

## Vývoj epidemie podle regionů

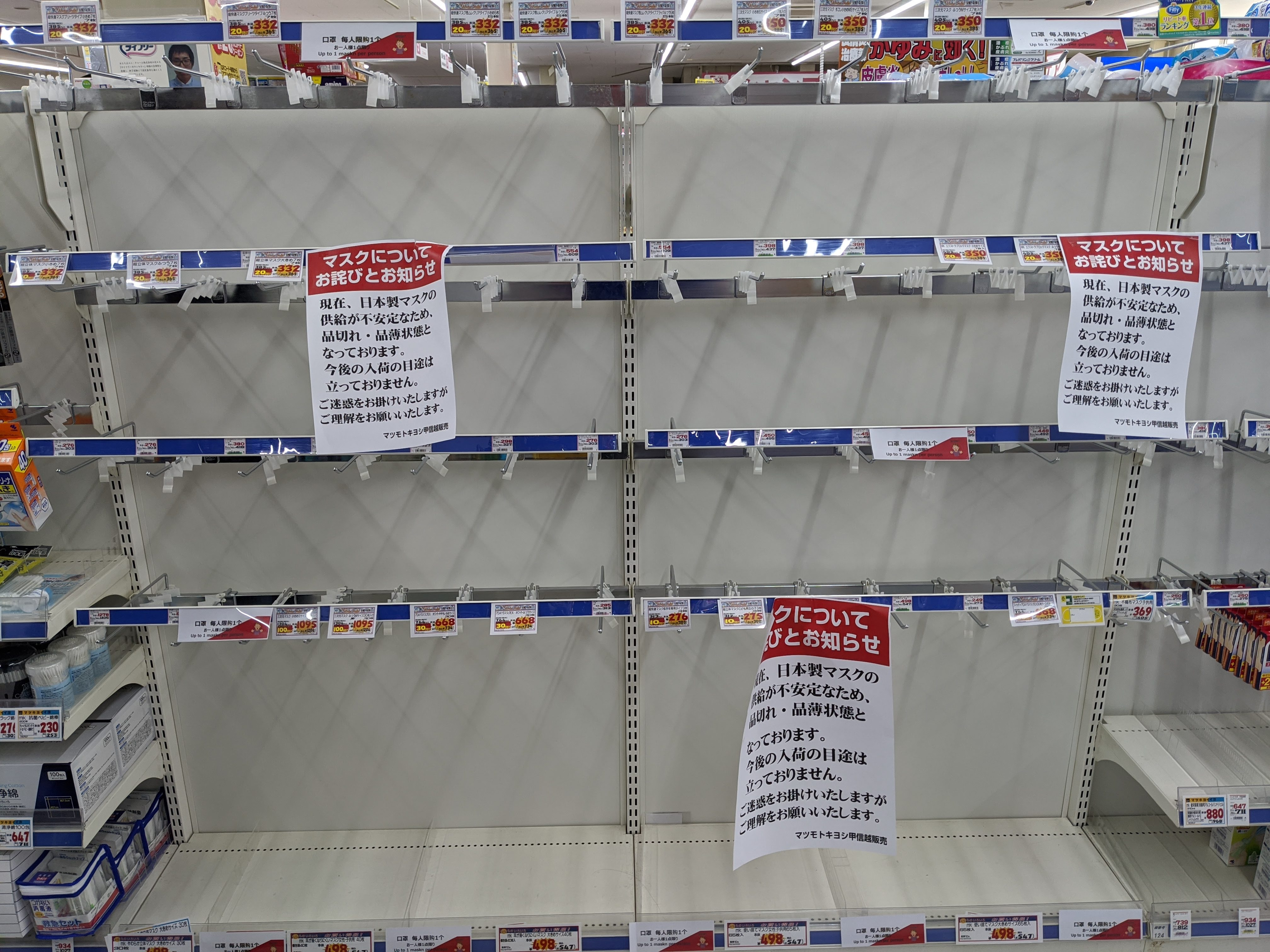
Vyprodané roušky v japonském obchodě 3. února 2020

Tato sekce ukazuje příklady šíření epidemie ve třech z osmi regionů v Japonsku.

### Hokkaidó
Na ostrově Hokkaidó byl první případ nákazy zaznamenán dne 28. ledna 2020. Aby se zamezilo šíření infekce, guvernér Hokkaida, Naomichi Suzuki, dne 28. února 2020 oznámil vyhlášení nové nouzové situace v souvislosti s koronavirem a vyzval místní obyvatele, aby pokud možno nevycházeli ven.

### Kansai
Ósacký model opatření byl v Japonsku chválen. Opatření přijatá guvernérem Yoshimurou v prefektuře Ósaka byla účinná na zpomalení šíření pandemie ve srovnání s jinými oblastmi Japonska a s minimálním narušením vzdělání nebo ekonomiky. Z tohoto si vzali příklad guvernéři ostatních prefektur. Jelikož je Ósaka po Tokiu druhá nejvíce osídlená oblast v Japonsku a má nejvyšší hustotu zalidnění v regionu Kansai, zamezení šíření epidemie v této oblasti významně ovlivnilo celostátní statistiky. Avšak byl kvůli tomu narušen cestovní ruch.

### Kjúšú
Dne 24. května 2020 prefektura Fukuoka oznámila celkem čtyři potvrzené případy, včetně jednoho pozitivního případu přímo ve městě Fukuoka a tří případů souvisejících s městem Kitakjúšú. V prefektuře Kagošima bylo dne 2. července 2020 na covid-19 pozitivně testováno dalších 9 osob a na druhý den prefektura Fukuoka oznámila další dva případy. V srpnu 2020 byla Fukuoka nejvíce postiženou prefekturou s téměř 4 000 potvrzenými případy a více než 40 úmrtími v souvislosti s covidem-19.

## Socioekonomické dopady

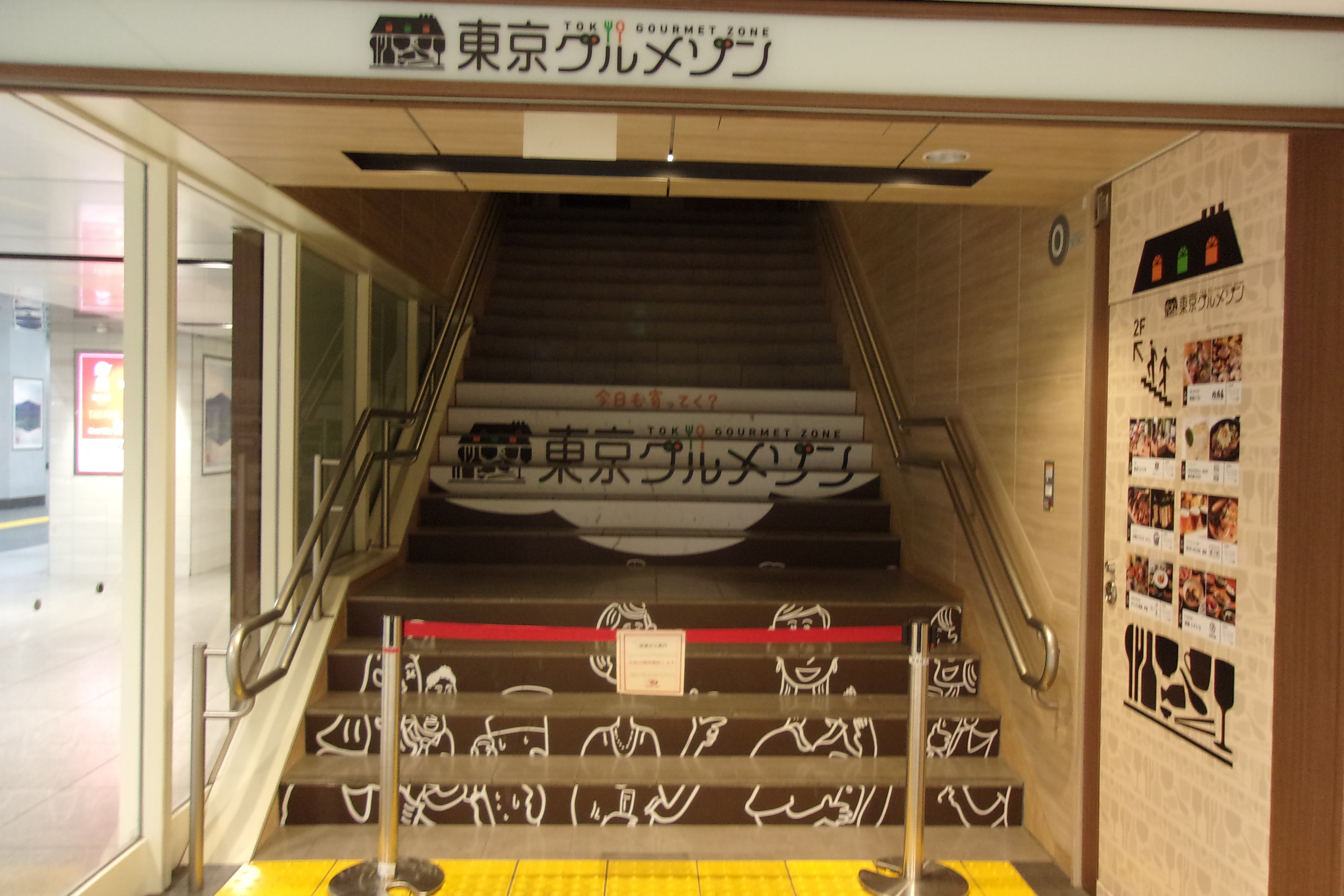
Zavřená obchodní centra během pandemie covidu-19 v Japonsku

Premiér Abe uvedl, že „nový koronavirus má zásadní dopad na cestovní ruch, ekonomiku a naši společnost jako celek a uvrhne Japonsko do ekonomické recese.“ Roušky se po celé zemi s počátkem epidemie velmi rychle vyprodaly a zásoby nestačily. Se zvyšujícím se požadavkem na lékařské prohlídky byl na systém zdravotní péče vyvíjen velký tlak. Číňané si stěžovali na diskriminaci ve společnosti. Do finančních problémů se dostali především majitelé malých podniků.

### Sportovní události
Epidemie zasáhla profesionální sport v Japonsku i ve světě. Soutěže Nippon Professional Baseball a Haru Basho sumo v Ósace se budou konat bez diváků a fotbalová J.League a ragby Top League zcela odloží svá utkání. O víkendu 29. února 2020 Japonská závodní asociace až do odvolání zakázala účast diváků koňských dostizích.
Prohlášení šíření nemoci covid-19 za pandemii Světovou zdravotnickou organizací v první polovině března 2020 vedlo k obavám o konání Letních olympijských her a paralympijských her 2020 v Tokiu. V březnu bylo na základě dohody Mezinárodního olympijského výboru oznámeno, že se hry odloží na rok 2021, poprvé v historii moderních olympijských her.
Dne 3. června 2020 bylo oznámeno, že dva hráči týmu Yomiuri Giants měli pozitivní test na covid-19, což zmařilo plán zahájit sezónu soutěže Nippon Professional Baseball 19. června 2020.

### Školství

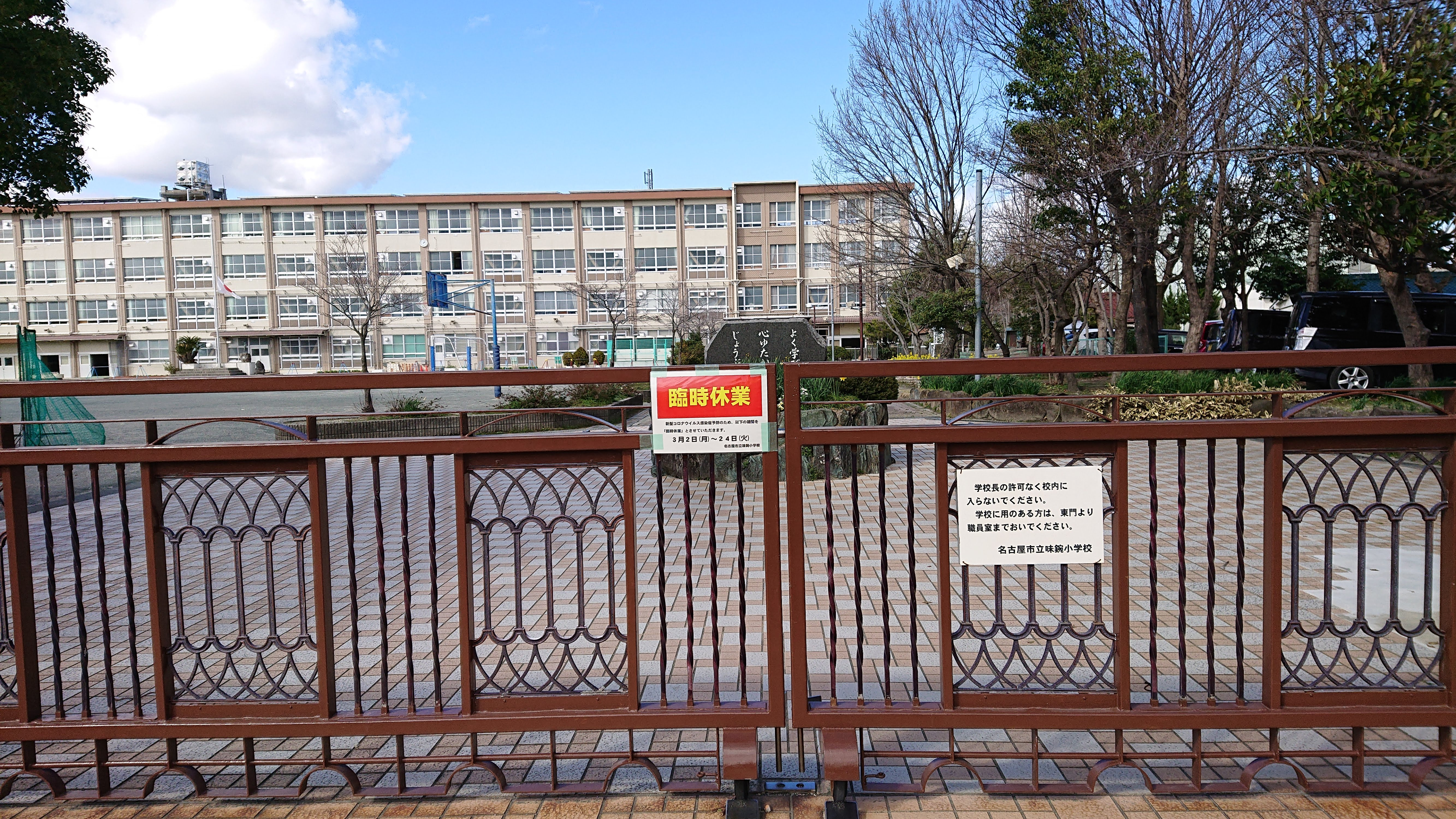
Uzavřené školy v Japonsku

Dne 27. února 2020 požádal japonský premiér Šinzó Abe, o zavření všech japonských základních, středních a vysokých škol až do začátku dubna, aby se zamezilo dalšímu šíření nákazy. Toto rozhodnutí přišlo několik dní poté, co rada pro vzdělávání v Hokkaidu vyzvala k dočasnému uzavření svých 1 600 státních i soukromých škol. Všechny mateřské školy byly vyloučeny z celonárodní žádosti o uzavření. K 5. březnu vyhovělo jeho žádosti 98,8 % všech základních škol, což vedlo k zavření celkem 18 923 škol.
Kvůli přerušením prezenční výuky na školách se v některých oblastech, kde epidemiologická situace nebyla závažná, zavedl systém distančního vzdělávání. Existovala však obava, že se rozdíly ve vzdělání v každém regionu prohloubí, kvůli omezenému online prostředí v Japonsku. Kvůli náhlé zdravotnické krizi došlo i k náhlému zavírání škol a rozdíly ve vzdělání v každém regionu a problémy s péčí o děti v domácnosti vedly k obtížím se vzděláváním.

### Společnost a diskriminace
Kvůli předsudkům a nevědomosti se ve společnosti objevilo obtěžování ohledně infekčních nemocí. Kvůli obavám lidí z nákazy, se ostatní distancují od rodinných příslušníků zdravotnického personálu nebo od blízkých lidí, kteří se pohybovali kolem infikované osoby. Kromě toho přibývá případů, kdy majitelé malých podniků, jsou nuceni k soběstačnosti sousedů, kteří se cítí úzkostlivě a strádají.

### Restaurace
Mezi dubnem a zářím 2020 představovaly restaurace 10 % všech bankrotů v Japonsku. Obzvláště zasaženy byly restaurace Ramen, k září bankrot nahlásilo už 34 podniků. Restaurace Ramen jsou obvykle úzké, což ztěžuje sociální distancování.

### Pomoc Číně
Dne 26. ledna 2020 věnovalo Japonsko čínskému městu Wu-chan zásilku roušek. Podle tchajwanského deníku Liberty Times za tuto zásilku Čína zaplatila, avšak japonská média a japonský generální konzulát v Čchung-čching uvedli, že se jednalo o dar.
Dne 3. února 2020 čtyři organizace (Japan Pharmaceutical NPO Corporation, Japan Hubei Federation, Huobi Global a Incuba Alpha) darovaly zdravotnické pomůcky provincii Chu-pej.
Dne 10. února 2020 řekl generální tajemník Liberálně demokratické strany Toshihiro Nikai, že strana odečte 5 000 jenů z finančních prostředků od členů strany z března 2020 na podporu pevninské Číny.

## Mezinárodní cestování

### Omezení vstupu do Japonska
Dne 3. dubna 2020 byl zahraničním cestujícím, kteří byli v posledních 14 dnech v některé z následujících zemí nebo regionů, zakázán vstup na území Japonska. Tento zákaz cestování se vztahuje na všechny cizí státní příslušníky, včetně osob s trvalým pobytem. Cizí státní příslušníci se statusem zvláštního trvalého pobytu nepodléhají imigrační kontrole podle článku 5 zákona o přistěhovalectví z roku 1951, a zákaz se na ně proto nevztahuje.
| Asie                    | Bahrajn, Brunej, Čína, Filipíny, Hongkong, Indonésie, Írán, Izrael, Jižní Korea, Katar, Kuvajt, Macao, Malajsie, Omán, Saúdská Arábie, Singapur, Spojené arabské emiráty, Tchaj-wan, Turecko, Thajsko, Vietnam |
| Oceánie                 | Austrálie, Nový Zéland |
| Evropa                  | Albánie, Andorra, Arménie, Belgie, Bělorusko, Bosna a Hercegovina, Bulharsko, Černá Hora, Česko, Dánsko, Estonsko, Finsko, Francie, Chorvatsko, Irsko, Island, Itálie, Kosovo, Kypr, Litva, Lichtenštejnsko, Lotyšsko, Lucembursko, Maďarsko, Malta, Moldavsko, Monako, Německo, Nizozemsko, Norsko, Polsko, Portugalsko, Rakousko, Rumunsko, Rusko, Řecko, San Marino, Severní Makedonie, Srbsko, Slovensko, Slovinsko, Spojené království, Španělsko, Švédsko, Švýcarsko, Ukrajina, Vatikán |
| Afrika                  | Konžská demokratická republika, Egypt, Mauricius, Maroko, Pobřeží slonoviny |
| Severní Amerika         | Kanada, Spojené státy americké |
| Střední a Jižní Amerika | Antigua a Barbuda, Barbados, Bolívie, Brazílie, Chile, Dominika, Dominikánská republika, Ekvádor, Panama, Peru, Svatý Kryštof a Nevis |

Japonští občané a držitelé statusu zvláštního trvalého pobytu se mohou z těchto zemí vrátit do Japonska, ale po příjezdu musí podstoupit karanténu, dokud nebudou mít negativní test na covid-19.

### Omezení vstupu z Japonska
Následující země, teritoria a regiony někdy měli nebo mají zakázaný, nebo omezený vstup z Japonska:
- Alžírsko
- Angola
- Antigua a Barbuda
- Argentina (pozastavení letů a platnosti všech víz)[58][59]
- Arménie
- Austrálie
- Ázerbájdžán
- Bahamy
- Bahrajn[1]
- Bangladéš
- Belgie
- Belize
- Bhútán
- Bolívie
- Bosna a Hercegovina
- Botswana
- Brazílie
- Brunej
- Bulharsko
- Burkina Faso
- Burundi
- Cookovy ostrovy[1]
- Chile
- Čad
- Černá Hora
- Česko
- Čína
- Dánsko
- Dominika
- Dominikánská republika
- Džibutsko
- Ekvádor
- Egypt
- Eritrea
- Estonsko
- Etiopie
- Finsko
- Francie
- Francouzská Polynésie[1]
- Gabon
- Gambie
- Gruzie
- Ghana
- Gibraltar
- Grenada
- Guatemala
- Guinea
- Guinea-Bissau
- Guyana
- Haiti
- Honduras
- Hongkong
- Chorvatsko
- Maďarsko
- Island
- Indie[60]
- Indonésie
- Irák[60]
- Izrael[60]
- Jamajka
- Jemen
- Jižní Afrika
- Jižní Korea
- Jižní Súdán
- Jordánsko
- Kamerun
- Kanada
- Kapverdy
- Kazachstán[61]
- Keňa
- Kiribati[62]
- Kolumbie
- Komory[62]
- Konžská demokratická republika
- Kosovo
- Kostarika
- Kuba
- Kuvajt[60]
- Kypr
- Kyrgyzstán[60]
- Laos
- Lotyšsko
- Libanon
- Libérie
- Libye
- Lichtenštejnsko
- Litva
- Lucembursko
- Macao
- Madagaskar
- Malajsie
- Malawi
- Maledivy
- Mali
- Malta
- Maroko
- Marshallovy ostrovy[60]
- Mauricius
- Mauritánie
- Mikronésie[60]
- Moldavsko
- Mongolsko[60]
- Mosambik
- Myanmar (Barma)
- Namibie
- Nauru
- Nepál
- Německo
- Nizozemsko
- Nová Kaledonie
- Nový Zéland
- Niger
- Nigérie[63]
- Niue
- Norsko
- Omán
- Pákistán
- Panama
- Papua Nová Guinea[64]
- Paraguay
- Peru
- Filipíny
- Pobřeží slonoviny
- Polsko
- Portugalsko
- Katar
- Konžská republika
- Rakousko
- Rovníková Guinea
- Rumunsko
- Rusko
- Rwanda
- Řecko
- Salvador
- Samoa[62]
- Saúdská Arábie[60]
- Senegal
- Severní Makedonie
- Seychely
- Sierra Leone
- Singapur
- Slovensko
- Slovinsko
- Somálsko
- Spojené arabské emiráty
- Srbsko
- Srí Lanka
- Svatá Lucie[65]
- Svatý Kryštof a Nevis
- Svatý Martin (nizozemská část)[65]
- Svatý Tomáš a Princův ostrov
- Svatý Vincenc a Grenadiny[65]
- Surinam
- Súdán
- Svazijsko
- Sýrie
- Šalomounovy ostrovy[62]
- Španělsko
- Švédsko
- Švýcarsko
- Tádžikistán[66]
- Thajsko
- Tchaj-wan
- Togo
- Tonga
- Trinidad a Tobago[60]
- Tunisko
- Turkmenistán
- Tuvalu[62]
- Uganda
- Ukrajina
- Uruguay
- Uzbekistán
- Vanuatu[60]
- Venezuela
- Vietnam
- Východní Timor
- Zimbabwe

## Statistiky
Celkový přehled
Šablona:Data pandemie covidu-19/Japonské případy
Kumulativní počet potvrzených případů
Počet potvrzených případů za den
Celkový počet úmrtí
Počet úmrtí za den
Počet aktivních případů
Podle regionů